# La Trinidad, Guadalupe y Calvo
La Trinidad är en ort i Mexiko.   Den ligger i kommunen Guadalupe y Calvo och delstaten Chihuahua, i den centrala delen av landet, 1 000 km nordväst om huvudstaden Mexico City. La Trinidad ligger 2 580 meter över havet och antalet invånare är 210.
Terrängen runt La Trinidad är huvudsakligen kuperad. La Trinidad ligger uppe på en höjd.  Trakten runt La Trinidad är nära nog obefolkad, med mindre än två invånare per kvadratkilometer. Närmaste större samhälle är Aserradero las Delicias, 3,3 km norr om La Trinidad. I omgivningarna runt La Trinidad växer huvudsakligen savannskog.